# Разбитые яйца
«Разбитые яйца» — картина французского художника Жана-Батиста Грёза, написанная в 1756 году. В настоящее время картина находится в собрании Метрополитен-музея в Нью-Йорке, куда была передана в 1920 году согласно завещанию американского бизнесмена и филантропа Уильяма Киссэма Вандербильта.

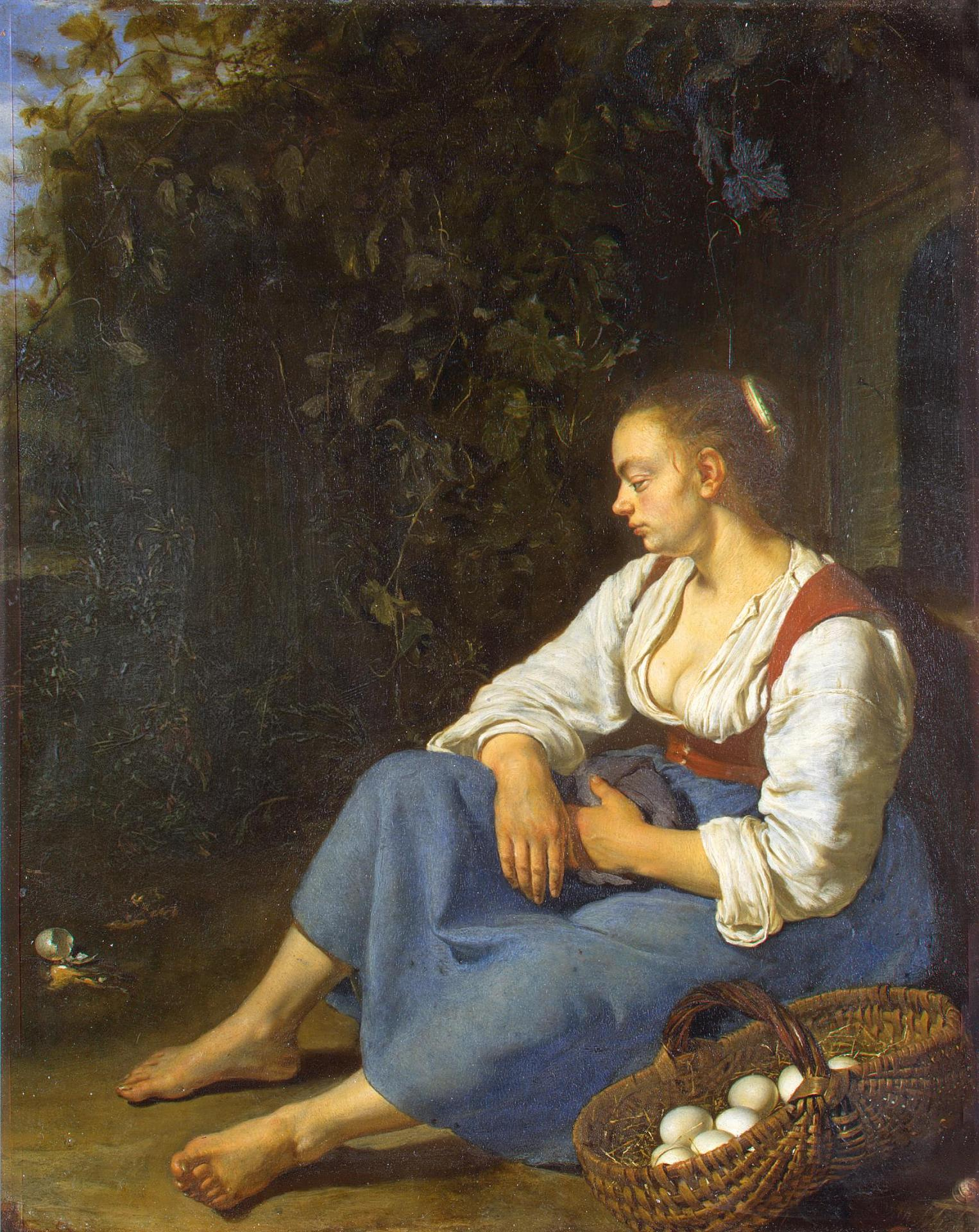
«Разбитые яйца», Франц ван Мирис Старший, Государственный Эрмитаж

Жан-Батист Грёз происходил из семьи кровельщика; он обучался живописи в Лионе, затем в Париже учился у Шарля-Жозефа Натуара. В 1755 году, после того, как он был принят в качестве кандидата в члены Королевской академии искусств и скульптуры в категории жанровых живописцев, Грёз представил пять своих работ для выставки в Парижском салоне. После этого вместе с аббатом Луи Гужено он отправился в Рим. После двухлетнего пребывания в Италии, художник решил вернуться во Францию и показать свои работы, созданные в Италии на Парижском салоне 1757 года. На выставке работы Грёза соседствовали рядом с произведениями академика Жана-Батиста Шардена. Там «Разбитые яйца» получили высокие оценки критиков. Один из них отметил, что благородная поза молодой служанки «достойна кисти исторического художника».
Работа создавалась в Риме, но основным источником вдохновения, возможно, была одноимённая картина голландского живописца Франца ван Мириса Старшего, созданная между 1655 и 1657 годами, которую Грёз мог знать в виде гравюры. Художник, несмотря на основные течения итальянской живописи, похоже, не интересовался сюжетами из античной истории и римской мифологии, предпочитая современные сюжеты с моральным подтекстом. Грёз представлял сцены из жизни людей, которые он мог увидеть ранее у себя дома. Весной 1756 года он написал «Разбитые яйца» для аббата Гужено, а в конце февраля 1757 — «Неаполитанский жест» для него же. Эти две работы были одинакового размера и предположительно имели повествовательную связь. На первой работе мать ругает молодого сына за то, что тот перевернул корзину с яйцами, которую принесла служанка с рынка, а маленький ребёнок пытается починить разбитое яйцо. Чаще всего Грёз изображал на своих работах трёх или более персонажей, различающихся по возрасту, которые и участвуют неком конфликте, в то время как время от времени один из них предоставляет комментарий к действиям других; в «Разбитых яйцах» таковым является ребёнок. По лицам опечаленной служанки и хмурого ребёнка видно, что было разбито нечто большее, чем яйца. Для зрителя XVIII века было бы понятно без прямых указаний, что разбитые яйца являются символом потери невинности. Взгляд ребёнка в сторону героев и скорлупа разбитого яйца в его руке, содержимое которого стекает на землю потоком, побуждает зрителя задуматься о связи между девушкой и молодым мужчиной.